# Royal Caribbean International

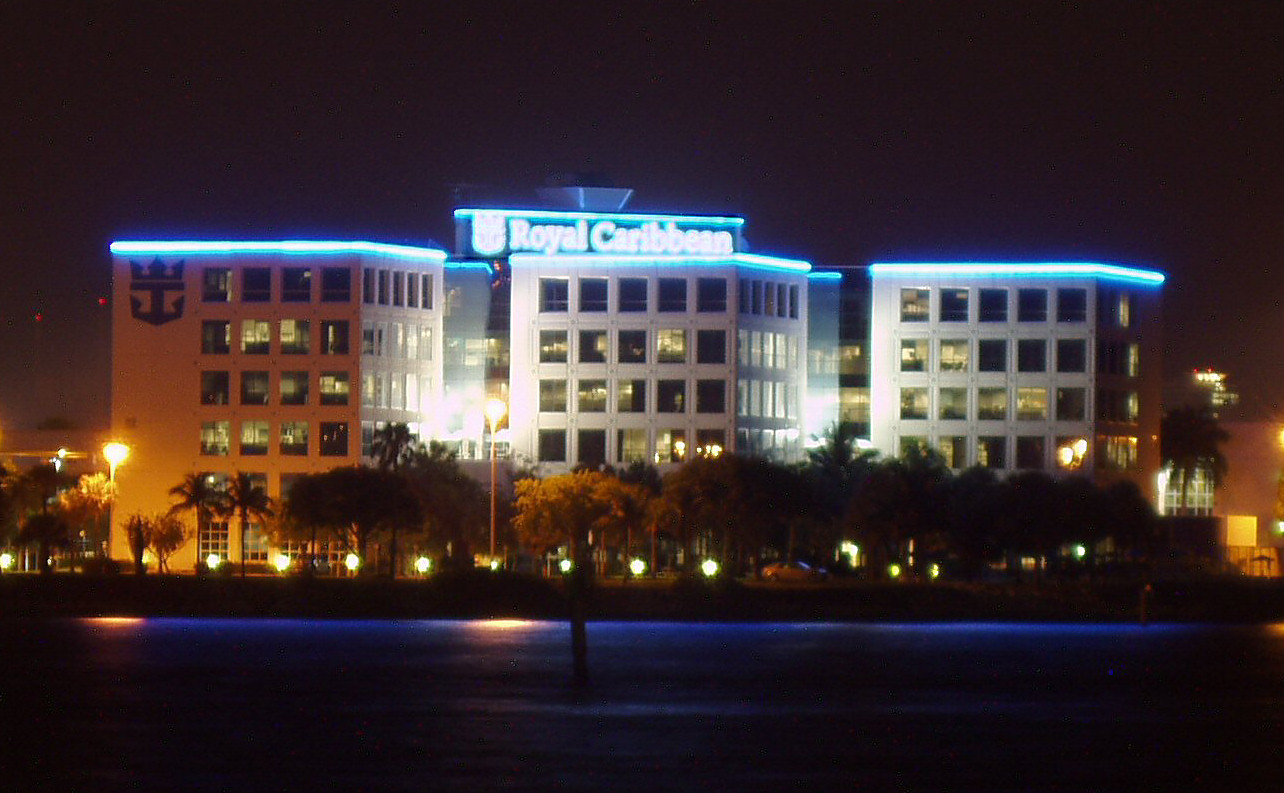
Hoofdkantoor van Royal Caribbean International in Miami

Royal Caribbean International is een Amerikaans bedrijf dat cruiseschepen exploiteert. Het is een merknaam van Royal Caribbean Cruises Ltd, werd in 1968 opgericht en heeft een hoofdzetel in Miami (Florida). Het bedrijf heeft vijfentwintig schepen in bedrijf, waarvan elk schip een naam heeft dat eindigt op "of the Seas". Royal Caribbean exploiteert twee resorts die particulier eigendom zijn en die als halte worden gebruikt op sommige routes langs het Caribische gebied en de Bahama's.

## Vloot

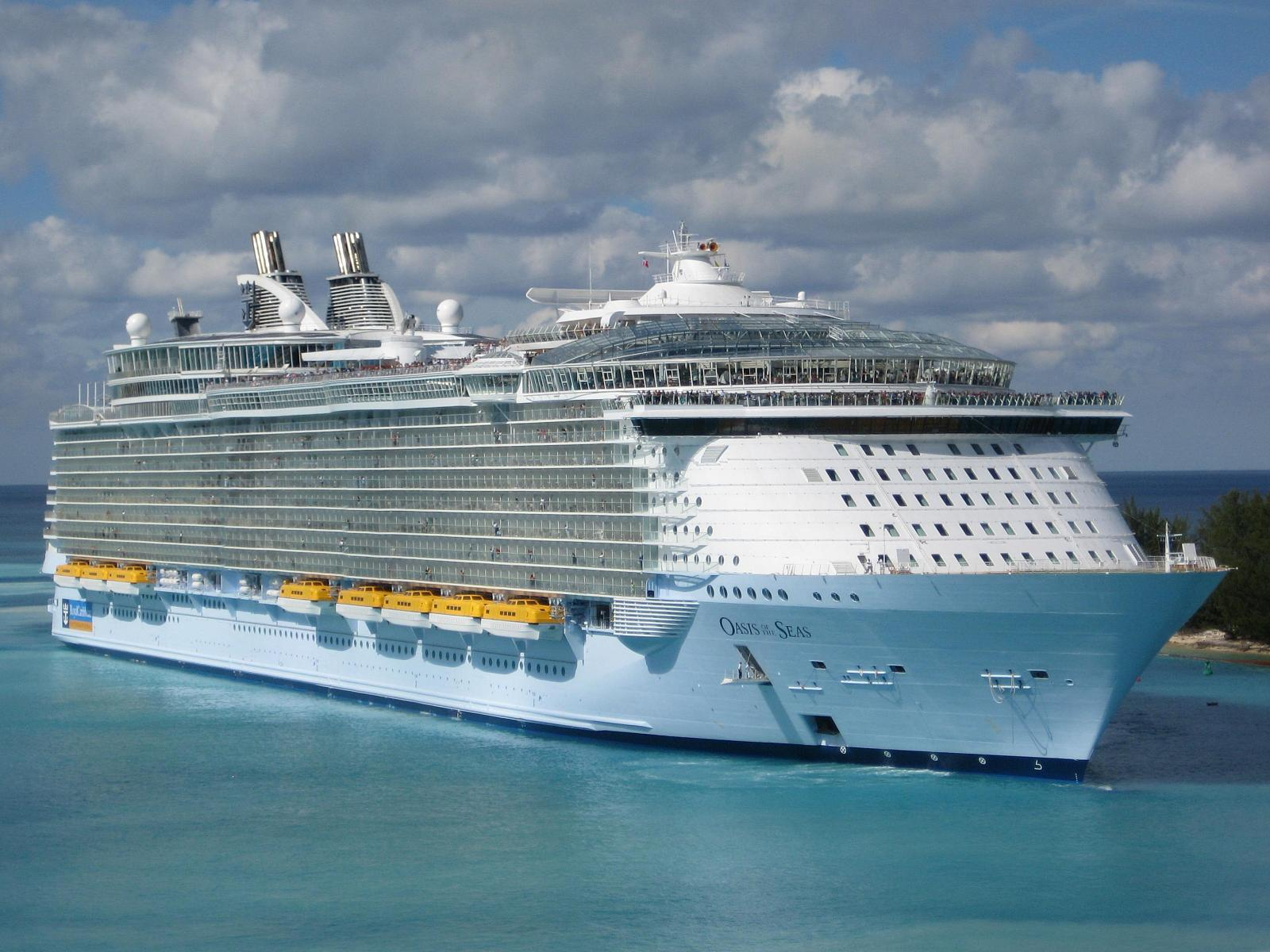
Oasis of the Seas

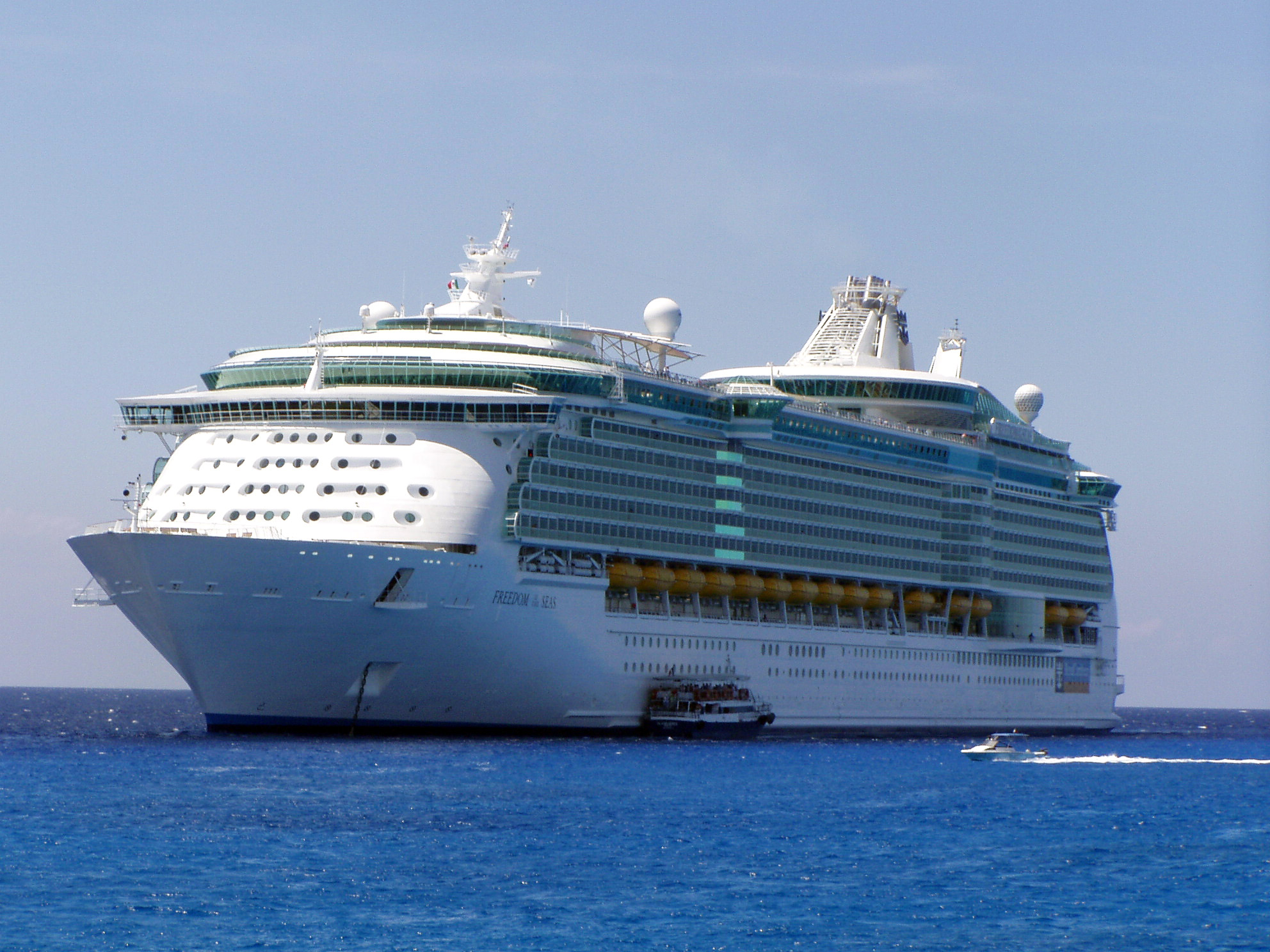
Freedom of the Seas

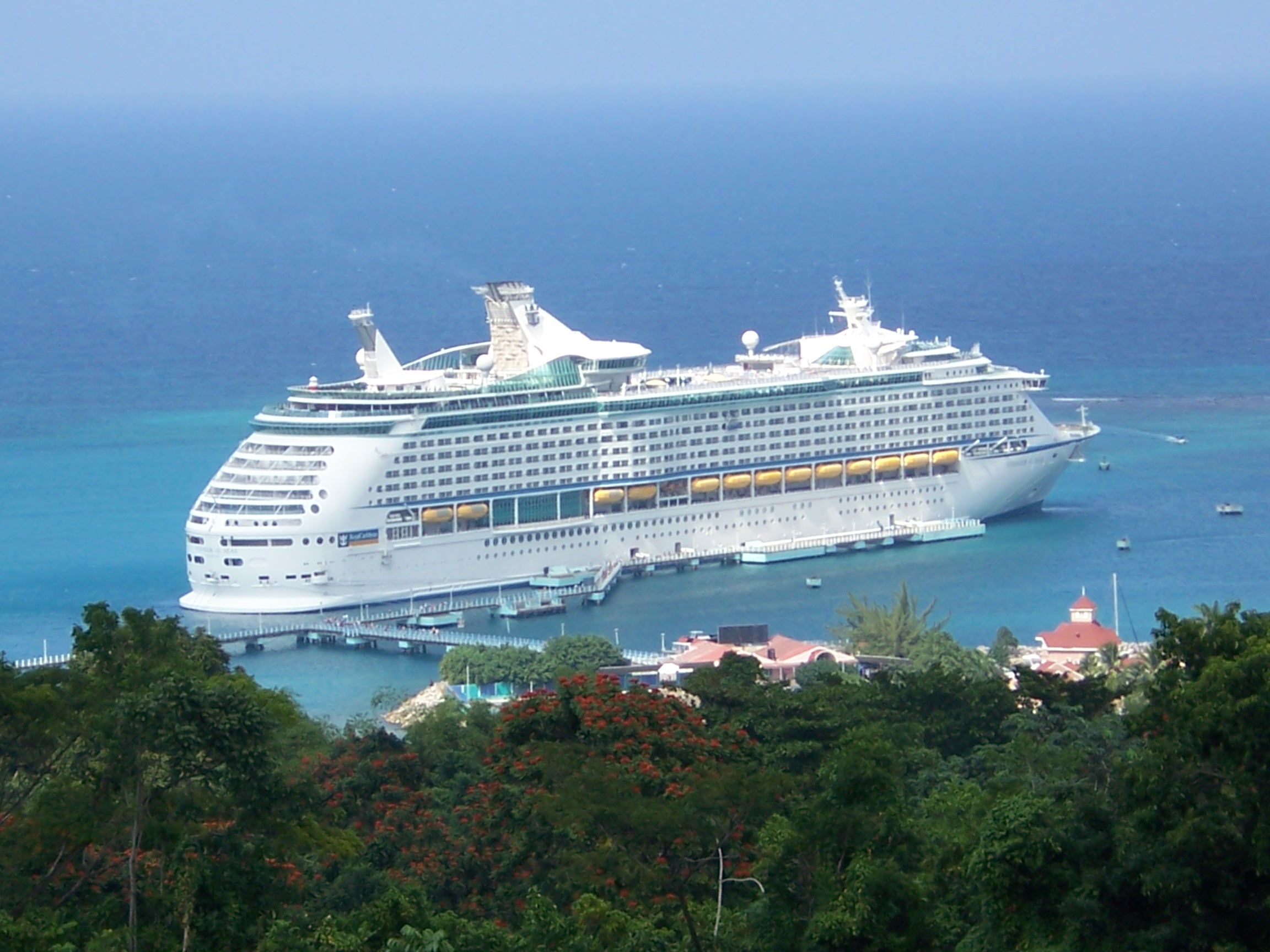
Voyager of the Seas

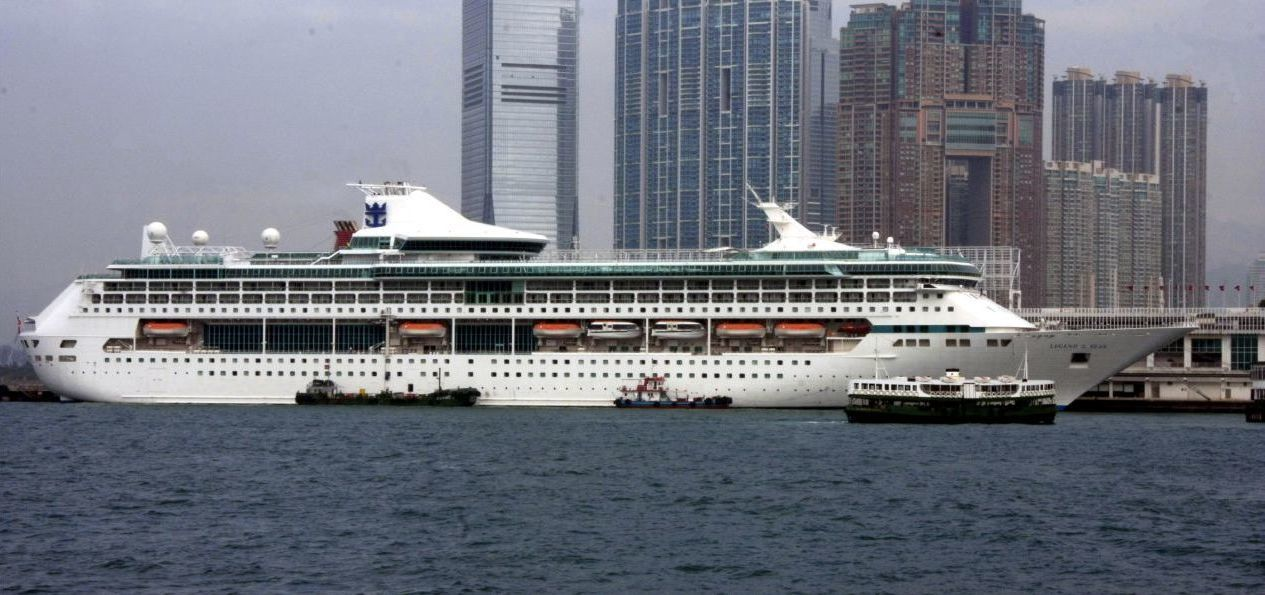
Legend of the Seas

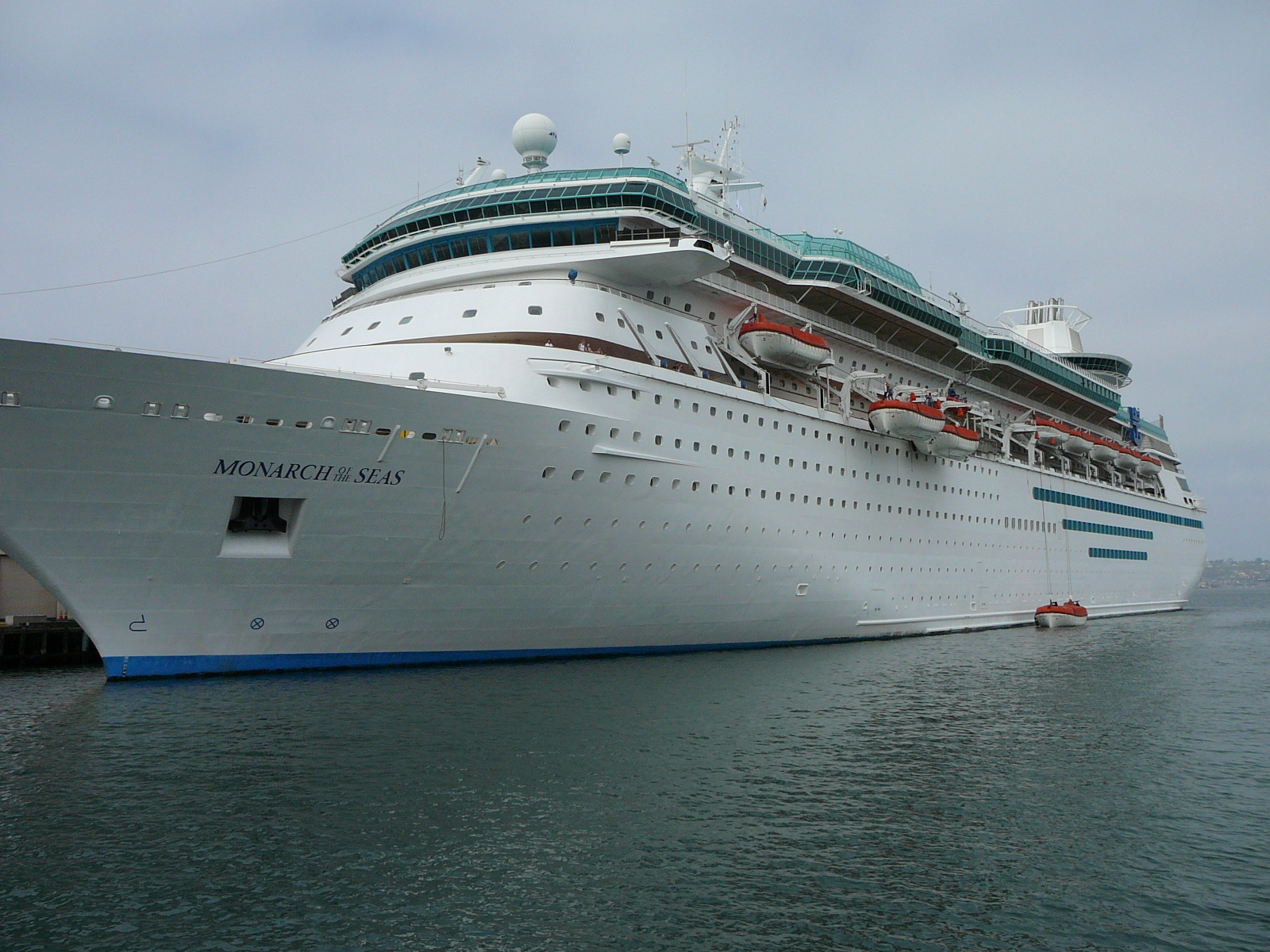
Monarch of the Seas

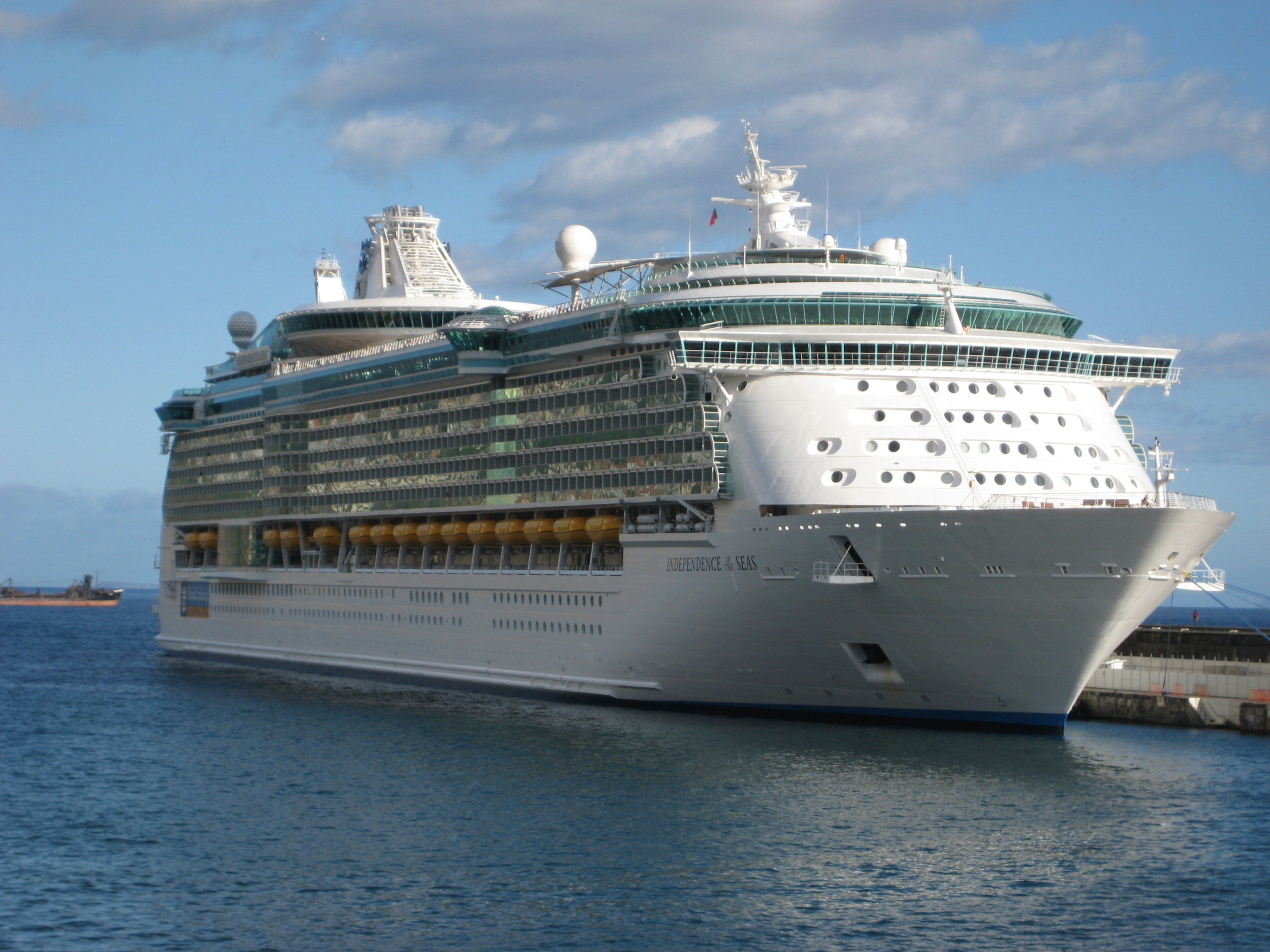
Independence of the Seas

### Icon class
- Icon of the Seas (2024)
- Star of the Seas (in aanbouw tot 2025) sea trials[1][2][3][4]
- Legend of the Seas (in aanbouw tot 2026)
- Icon IV (naamloos, in aanbouw tot 2027) + opties voor nog twee[5]

### Oasis class
- Allure of the Seas (2010)
- Oasis of the Seas (2009)
- Harmony of the Seas (2016)
- Symphony of the Seas (2018)
- Wonder of the Seas (2022)
- Utopia of the Seas (2024)

### Quantum class
- Quantum of the Seas (2014)
- Anthem of the Seas (2015)
- Ovation of the Seas (2016)
- Spectrum of the Seas (2019)
- Odyssey of the Seas (2021)

### Freedom class
- Freedom of the Seas (2006)
- Liberty of the Seas (2007)
- Independence of the Seas (2008)

### Radiance class
- Radiance of the Seas (2001)
- Brilliance of the Seas (2002)
- Serenade of the Seas (2003)
- Jewel of the Seas (2004)

### Voyager class
- Voyager of the Seas (1999)
- Explorer of the Seas (2000)
- Adventure of the Seas (2001)
- Navigator of the Seas (2002)
- Mariner of the Seas (2003)

### Vision class
- Grandeur of the Seas (1996)
- Rhapsody of the Seas (1997)
- Enchantment of the Seas (1997)
- Vision of the Seas (1998)

## Niet meer in dienst voor de RCCL
- Song of Norway - Nu in de vaart als de Clipper Pearl (International Shipping Partners)
- Nordic Prince - Nu in vaart als de Arielle (Transocean Tours)
- Sun Viking - Wordt nu gebruikt als het casino-cruiseschip Long Jie
- Song of America - Nu in de vaart als de Thomson Destiny (Thomson Cruises)
- Viking Serenade - Nu in de vaart als de Island Escape (Island Cruises)
- Empress of the Seas - Nu in de vaart als de Empress 2 (Pullmantur Cruises)
- Sovereign of the Seas - Nu in de vaart als de Sovereign (Pullmantur Cruises)
- Monarch of the Seas - Nu in de vaart bij Pullmantur Cruises
- Splendour of the Seas - Nu in de vaart als de Marella Discovery (Marella Cruises)
- Legend of the Seas - Nu in de vaart als de Marella Discovery 2 (Marella Cruises)
- Majesty of the Seas - (Tijdelijk) buiten gebruik. Huidige naam Majesty of the Oceans (Seajets)